# Токачёв, Яков Петрович
Яков Петрович Токачёв (5 декабря 1912 — 13 декабря 1952) — сапёр 149-го инженерно-сапёрного батальона (11-я инженерно-саперная бригада, 49-я армия, 2-й Белорусский фронт) рядовой, участник Великой Отечественной войны, кавалер ордена Славы трёх степеней.

## Биография
Родился 5 декабря 1912 года в деревне Кандыково Томского уезда Томской губернии (ныне в составе села Вьюны Колыванского района Новосибирской области) в семье крестьянина. Русский. Образование начальное. Работал плотником в городе Новосибирск. 
В мае 1941 года был призван в Красную армию Дзержинским райвоенкоматом города Новосибирска. Участник Великой Отечественной войны с июля 1941 года. Воевал на Западном, 2-м Белорусском фронтах. Участвовал в обороне Москвы. 
К лету 1944 года воевал в рядах 149-го инженерно-сапёрного батальона 11-й инженерно-сапёрной бригады. В её составе прошёл с боями от Москвы до Эльбы. 
21-23 июня 1944 года при выполнении боевого задания перед передним краем обороны противника по установке опор для переправы через реку Проня в Могилёвской области Белоруссии красноармеец Токачёв во время обстрела был дважды ранен, но продолжал выполнять боевую задачу.
Приказом по войскам 49-й армии от 15 июля 1944 года (№65) красноармеец Токачёв Яков Петрович награждён орденом Славы 3-й степени.
5-10 августа 1944 года в ходе наступления на город Осовец (Польша) красноармеец Токачёв отличился при захвате моста на трассе Кнышин – Осовец. Одним из первых под ураганным огнём первым подбежал к мосту и начал срывать провода электросети и снимать заряды. При строительстве переправы через реку Бебжа (Бобр), в 30-50 метрах от позиций противника, когда от огня противника большая часть команды вышла из строя, вдвоём с другим сапёром закончил строительство переправы для пехоты.
Приказом по войскам 49-й армии от 9 сентября 1944 года (№95) красноармеец Токачёв Яков Петрович награждён орденом Славы 2-й степени.
В середине сентября 1944 года в период подготовки к форсированию реки Нарев в районе города Ломжа (Мазовецкое воеводство, Польша) красноармеец Токачёв, участвуя в разведке, трижды вплавь переплывал реку, делая промеры глубины. Во время разведки вынес в укрытие раненого разведчика и продолжил выполнение боевой задачи. Во время форсирования реки Нарев, рискуя жизнью, под огнём противника вынес в укрытие 12 раненых бойцов. Возвратившись к месту наведения переправы продолжал работать до окончания выполнения задачи.
Указом Президиума Верховного Совета СССР от 24 марта 1945 года красноармеец Токачёв (в Указе – Токочев) Яков Петрович награждён орденом Славы 1-й степени. Стал полным кавалером ордена Славы.
В 1945 году был демобилизован. Вернулся на родину. 
Жил в городе Новосибирск. Работал плотником на ипподроме. Трагически погиб 13 декабря 1952 года.

## Награды
- Полный кавалер ордена Славы:
  - орден Славы I степени (1945)[3];
  - орден Славы II степени (09.09.1944)[4];
  - орден Славы III степени (15.07.1944)[5];

- медали, в том числе:
  - «Медаль «За оборону Москвы»» (22.03.1945)[6]
  - «За победу над Германией» (9 мая 1945[7])[8];

## Память
- На могиле установлен надгробный памятник
- Его имя увековечено в Главном Храме Вооружённых сил России, и навсегда запечатлено на мемориале «Дорога памяти»
- Имя Токачёва увековечено на Аллее Героев у Монумента Славы в Новосибирске